# Rat Race
Rat Race – czwarty singiel brytyjskiej grupy "drugiej fali ska" The Specials. Na rynku ukazał się w 1980 roku nakładem wytwórni 2 Tone Records. Producentem singla byli Dave Jordan. Zajął 5 pozycję na brytyjskiej liście przebojów.
Pierwotnie zamieszczony tylko na japońskiej wersji pierwszego albumu Specials (2 Tone Rec. 1979), w 1991 pojawił się na kompilacji  The Singles Collection (2 Tone Rec. / Chrysalis).

## Spis utworów
str.A
1. Rat Race  	(Roddy Radiation) 3:07

str.B
1. Rude Buoys Outa Jail (Golding/Staples/Gentleman) 	2:37

## Muzycy
- Terry Hall - wokal
- Lynval Golding - wokal, gitara
- Neville Staple - wokal, instrumenty perkusyjne
- Jerry Dammers - klawisze
- Roddy Radiation - gitara
- Sir Horace Gentleman - gitara basowa
- John Bradbury - perkusja
- Rico Rodriguez - puzon